# تيد ديكسون
تيد ديكسون (بالإنجليزية: Ted Dixon)‏ (1884 في المملكة المتحدة - ) هو لاعب كرة قدم بريطاني (وحمل سابقاً جنسية المملكة المتحدة لبريطانيا العظمى وأيرلندا) في مركز الظهير. لعب مع نادي سندرلاند وهال سيتي ولينكولن سيتي أف سي.